# محوطه خرابه ۰۴۸
محوطه خرابه ۰۴۸ مربوط به دوران‌های تاریخی پس از اسلام است و در شهرستان شوشتر، روستای لنگر واقع شده و این اثر در تاریخ ۵ آذر ۱۳۸۰ با شمارهٔ ثبت ۴۲۷۰ به‌عنوان یکی از آثار ملی ایران به ثبت رسیده است.